# Akiba Rubinstein
Akiba Kiwelowicz Rubinstein (Stawiski, 1880. december 1. – Antwerpen, 1961. március 15.) lengyel sakknagymester. 1914-ben a sakkvilágbajnoki címért Emanuel Laskerrel játszott volna, ám az első világháború kitörése miatt törölték a meccset. Fiatalkorában nagy feltűnést keltett, mivel legyőzött számos nevesebb játékost, például José Raúl Capablancát, vagy Carl Schlechtert. Élete második felében súlyos mentális betegségben szenvedett.
2019-ben a World Chess Hall of Fame (Sakkhírességek Csarnoka) tagjai közé választották.

## Élete
16 éves korában tanult meg sakkozni. Együtt edzett Gersz Salwe sakkmesterrel, Łódź városában. Rubinstein zsidó származású volt, rabbinak szánták, ennek ellenére 1903-ban, miután a kijevi tornán ötödik lett, elhatározta, hogy félbehagyja tanulmányait, és minden idejét a sakknak szenteli.
1907 és 1912 között a világ egyik legerősebb sakkjátékosként tartották számon. 1907-ben a Karlovy Varyban rendezett sakktornát megnyerte, Szentpétervárott is első lett (megosztva). 1912-ben sikert sikerre halmozott: öt egymást követő nagyversenyen is első lett: először San Sebastianban, majd Pöstyénben, Breslauban, Varsóban és Vilniusban is győzni tudott - bár Lasker vagy Capablanca semelyik versenyen sem indult. Egyesek szerint ez idő tájt Emanuel Laskernél is jobb volt. A Chessmetrics szerint 1912 és 1914 között világelső volt.
Abban az időben, amikor az aktuális világbajnoknak lehetősége volt, hogy megválogassa kihívóit, Rubinsteinnek nem volt lehetősége, hogy játsszon Laskerrel, mert nem tudott elegendő pénzt szerezni, hogy eleget tegyen Lasker pénzügyi igényeinek. Az 1909-es szentpétervári tornán azonban Laskerrel került össze, és legyőzte. Mindazonáltal az 1914-es szentpétervári tornán az első ötbe sem jutott be. Lasker elleni meccsét 1914 októberére tervezték, ám az első világháború kitörése miatt nem tudták lejátszani.
A háború után még mindig jelentős sakkozó volt, ám eredményei elmaradtak a korábbiaktól. Ennek ellenére 1922-ben Bécsben nyerni tudott, megelőzve Alekszandr Aljechin későbbi sakkvilágbajnokot. 1930-ban annak a lengyel csapatnak volt a vezetője, amely megnyerte a hamburgi sakkolimpiát. Az egy évvel későbbi olimpián később második lett.
1932 után visszavonult a játéktól, miután antropofóbiája szkizofrénia nyomait mutatta, egy összeomlása után. Egy tornán miután lépett sakkbábujával, felállt, és a terem sarkába ment elbújni, arra várva, hogy ellenfele lépjen. Hátralévő 29 évében mentális problémájával küzdött, hol családjával, hol egy szanatóriumban élt.

## Fordítás
- Ez a szócikk részben vagy egészben  az   Akiba Rubinstein című angol Wikipédia-szócikk fordításán alapul.  Az eredeti cikk szerkesztőit annak laptörténete sorolja fel. Ez a jelzés csupán a megfogalmazás eredetét és a szerzői jogokat jelzi, nem szolgál a cikkben szereplő információk forrásmegjelöléseként.